# رينالدو بيريز
رينالدو بيريز هو لاعب كرة قدم كوبي، ولد في 22 يناير 1994 في Guane ‏ في كوبا. لعب مع FC Pinar del Río ‏.

## وصلات خارجية
- رينالدو بيريز على موقع قاعدة بيانات كرة القدم.إي يو (الإنجليزية)
- رينالدو بيريز على موقع ناشيونال فوتبول تيمز (الإنجليزية)
- رينالدو بيريز على موقع Soccerway.com (الإنجليزية)